# الأكاديمية الأميركية للفنون المسرحية
الأكاديمية الأميركية للفنون المسرحية (بالإنجليزية: American Academy of Dramatic Arts)‏؛ هي معهد تعليمي للفنون المسرحية، تأسست في عام 1884م، في الولايات المتحدة.

## روابط خارجية
- الأكاديمية الأميركية للفنون المسرحية على موقع قاعدة بيانات برودواي على الإنترنت (الإنجليزية)
- American Academy of Dramatic Arts